# Almoguera
Almoguera – gmina w Hiszpanii, w prowincji Guadalajara, w Kastylii-La Mancha, o powierzchni 119,42 km². W 2011 roku gmina liczyła 1471 mieszkańców.